# Innovador

“Vivimos en un entorno complejo y cambiante. Esto nos preocupa, nos da miedo lo nuevo porque en el fondo los humanos somos conservadores. De hecho, el mundo siempre ha cambiado, y un valor fundamental es la adaptación al cambio” … “A la mano, le sustituyen las herramientas y posteriormente sustituimos la fuerza por el motor. El siguiente paso es el intento de sustitución de la mente y, quizás, en el futuro la evolución de la información genética”.
Gabriel Ferraté Pascual, Rector de la Universidad Abierta de Cataluña, España

El liderazgo es un acto creativo. No hay liderazgo sin innovación, pues es imposible liderar la rutina. Y no hay innovación sin liderazgo, pues la conducta humana suele ser reactiva al cambio y debe ser estimulada para avanzar hacia nuevos escenarios. Liderazgo e innovación son dos caras de la misma moneda.
Xavier Ferrás Hernández, Decano de la Facultad de Empresa y Comunicación de la Universidad de Vich, España

Un innovador es una persona que innova. Por tanto, la definición más inmediata de este término, se centra en la naturaleza de la contribución que hace la persona, una contribución que es nueva, novedosa, interesante, con posibilidades. Un innovador es alguien capaz de generar una idea, tener un pensamiento que aporta, como indica el adjetivo, algo nuevo, una manera novedosa de hacer o plantear las cosas, por ejemplo, proponer que se puede dar un servicio a muy bajo coste o incluso gratuito, porque existen otros clientes, en otra vertiente del mercado, que indirectamente lo van a pagar.
Es necesario distinguir un innovador de un emprendedor, ya que este último no necesita aportar una contribución novedosa, pues le basta interactuar con el mundo de una forma relativamente exitosa y cumpliendo los objetivos autoimpuestos, y en algún sentido transformando a la sociedad (a nivel local, o nacional, o regional, etc). Un emprendedor no necesita ser inventor para ser tal (aunque podría serlo). Un emprendedor tampoco necesita ser un especialista en alguna rama específica del saber, aunque por ejemplo podría llegar a usar una determinada tecnología en su emprendimiento, pero de hacerlo, bien podría aplicar la misma como un usuario más, y no necesariamente como un conocedor experimentado, ya que los técnicos y los expertos que se necesiten pueden subcontratarse (por otra parte, y especialmente en cuanto a los sistemas digitales, hoy día cada vez más los mismos son amigables con los usuarios —en inglés friendliness— permitiendo las aplicaciones con bajos niveles de capacitación). Obviamente, no necesariamente las mejores condiciones de innovación en una persona se presentan aisladas o separadas de otras cualidades, o sea que no es excepcionalmente raro encontrarse con innovadores-emprendedores, o innovadores-inventores, o innovadores con muy buenas condiciones de liderazgo (líderes-innovadores), o innovadores-descubridores, o innovadores con muy buenos conocimientos técnicos, etc.
Con el surgimiento de la que podría llamarse "sociedad de la innovación", que precisamente valora y resalta las innovaciones, es que se comenzó a hablar del « innovador», naturalmente, como si el sentido de esta palabra fuera evidente a todos, por lo que, tal vez pareciera que este término hoy día fuera utilizado para referirse a dos realidades diferentes aunque complementarias; en la próxima sección se aclarará esta cuestión.

## Historia y evolución del sentido del término[13]
La etimología de la palabra innovador tiene su origen en el término latino innovator,. compuesto por el prefijo in- (estar dentro), novus (nuevo) y el sufijo -tor (el agente o el que hace algo).  
En la lengua francesa, la palabra « innovateur» surgió en el siglo XVII. Hasta ese entonces, sobre todo se usaba el término « novateur», para designar a quienes, desde la Antigüedad en adelante, impulsaban y reflexionaban particularmente sobre los cambios de regímenes políticos, lo que en la Edad Media equivalía a desafiar o poner en duda el orden establecido por la Iglesia.
Cuando en el francés los modernistas introdujeron el término « innovateur», se lo hizo desde una perspectiva militante y positiva. El innovador pasó a ser entonces el individuo que, cualquiera fuere su dominio de actividad (artes y ciencias por ejemplo), lograba introducir convenientemente algún sesgo de novedad, o sea una ruptura de rutinas, un prometedor cambio de enfoques y de estilo.
A partir del siglo XIX, fue entonces corriente designar como innovadores, tanto a grandes artistas, como a descubridores, inventores, y políticos reformadores. Y es en este sentido, que el término es utilizado hoy día en los medios científicos, artísticos, y culturales.

## El innovador en el discurso económico
Después que la teoría económica reconoció el aporte esencial de las ciencias al progreso y al crecimiento económico, y que la innovación de impuso en las reflexiones corrientes de los economistas, las referencias al rol del « innovador» se multiplicaron y se hicieron corrientes.
En efecto, a la par que el sentido del término "innovación" se restringía, reduciéndose casi exclusivamente al acto de valorización económica de descubrimientos e invenciones, el "innovador" poco a poco se impuso como alguien que lleva adelante ese proceso de valorización económica.
Mientras que con frecuencia se identifica al emprendedor como alguien que tiene capacidad de sacar partido de los últimos avances científicos, el innovador hace referencia en sus discursos a la organización comportada por la innovación.

## Inventores, innovadores, y emprendedores[21][22]
El inventor inventa, es decir, es, un nuevo servicio, o un nuevo procedimiento, así como en relación con cómo gestionar una patente, y/o cómo test de control de calidad, etc.
Por su parte, el innovador emprendedor hace factible el propio proyecto de innovación, y toma de los riesgos financieros correspondientes.

## Grandes y reconocidos innovadores
En el sentido contemporáneo del término, en el mundo empresarial y de los negocios podrían destacarse los siguientes innovadores:
- Jeff Bezos (Amazon)[23]
- Richard Branson (Virgin Group): Virgin Galactic[24]
- Michael Dell (Dell)[25]
- James Dyson: Ballbarrow (1974); Trolleyball (1978); aspiradora Dual Cyclone (1986); lavadora; contrarrotor;[26] seca-manos Airblade; ventiladores Air Multiplier; etc.
- Soichiro Honda (Honda): Supercub, el motor con pistones ovales, etc.
- Ingvar Kamprad (Ikea)[27]
- Steve Jobs (Apple)[28]
- Bruno Maisonnier (Aldebaran Robotics)[29]
- Godfrey Hounsfield (IRM)[30]
- Dietrich Mateschitz (Red Bull)
- George de Mestral (Velcro)
- Shigeru Miyamoto (Nintendo): Super Mario Bros
- Taïchi Ono (Toyota Product System)[31]
- Larry Page (Google)[32]
- Burt Rutan (Scaled Composites): VariEze (1975); Rutan Long-EZ (1980); Beechcraft Starship (1986); SpaceShipOne (2003); SpaceShipTwo (2010)
- Howard Schultz (Starbucks)[33]
- Jimmy Wales (Wikimedia): Wikipedia (2001); Wiktionary (2002); Wikiquote (2003); Wikisource (2003); WikiNews (2004); Wikimedia Commons (2004); Wikiversity (2006)
- Mark Zuckerberg (FaceBook)[34]

### Galería de grandes innovadores

Galería
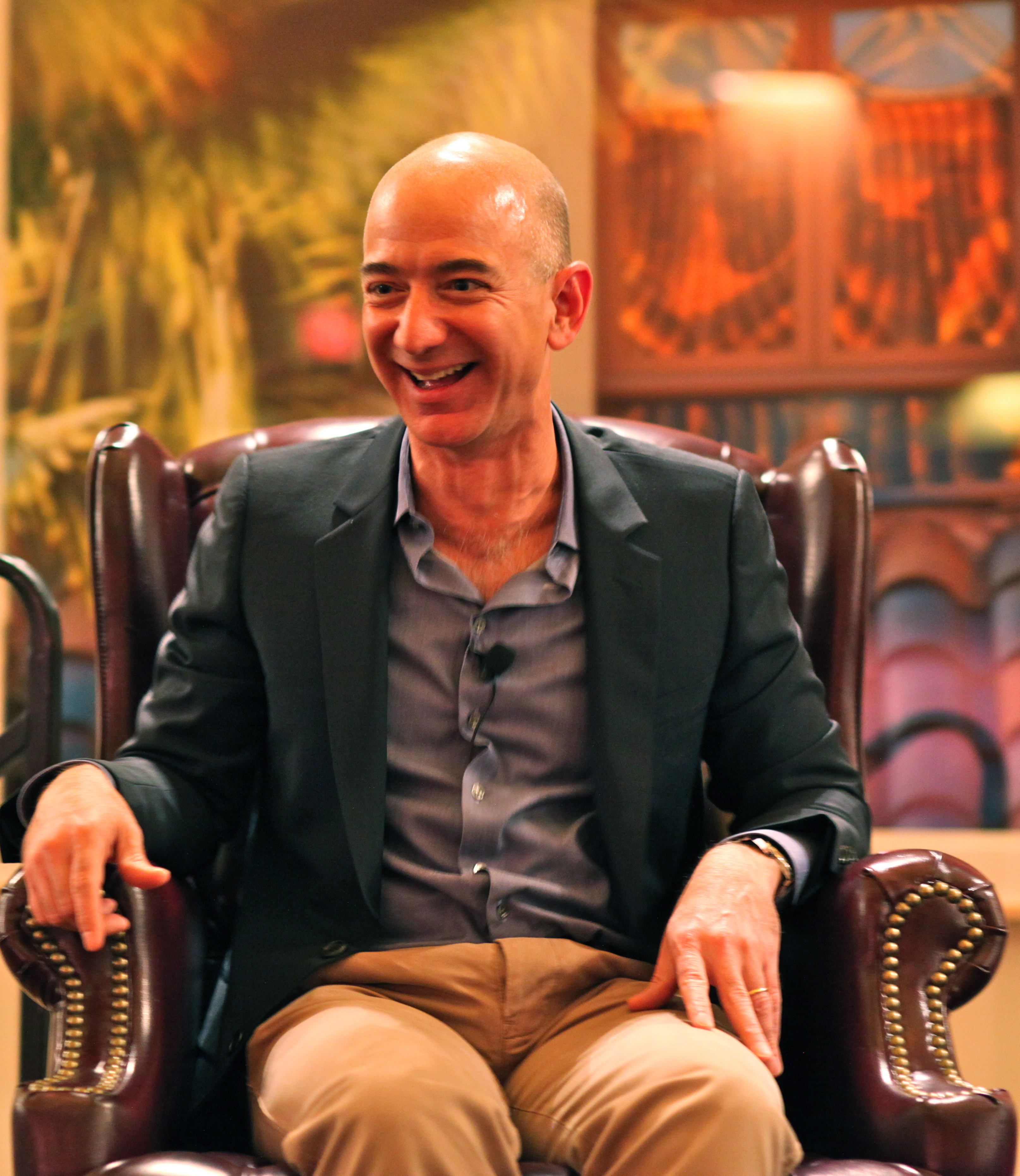
Jeff Bezos (Amazon)
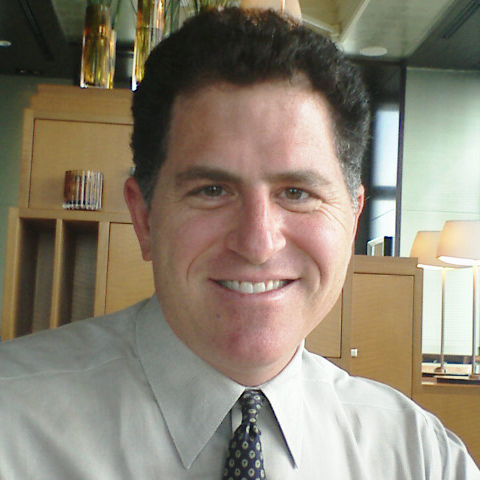
Michael Dell (Dell)
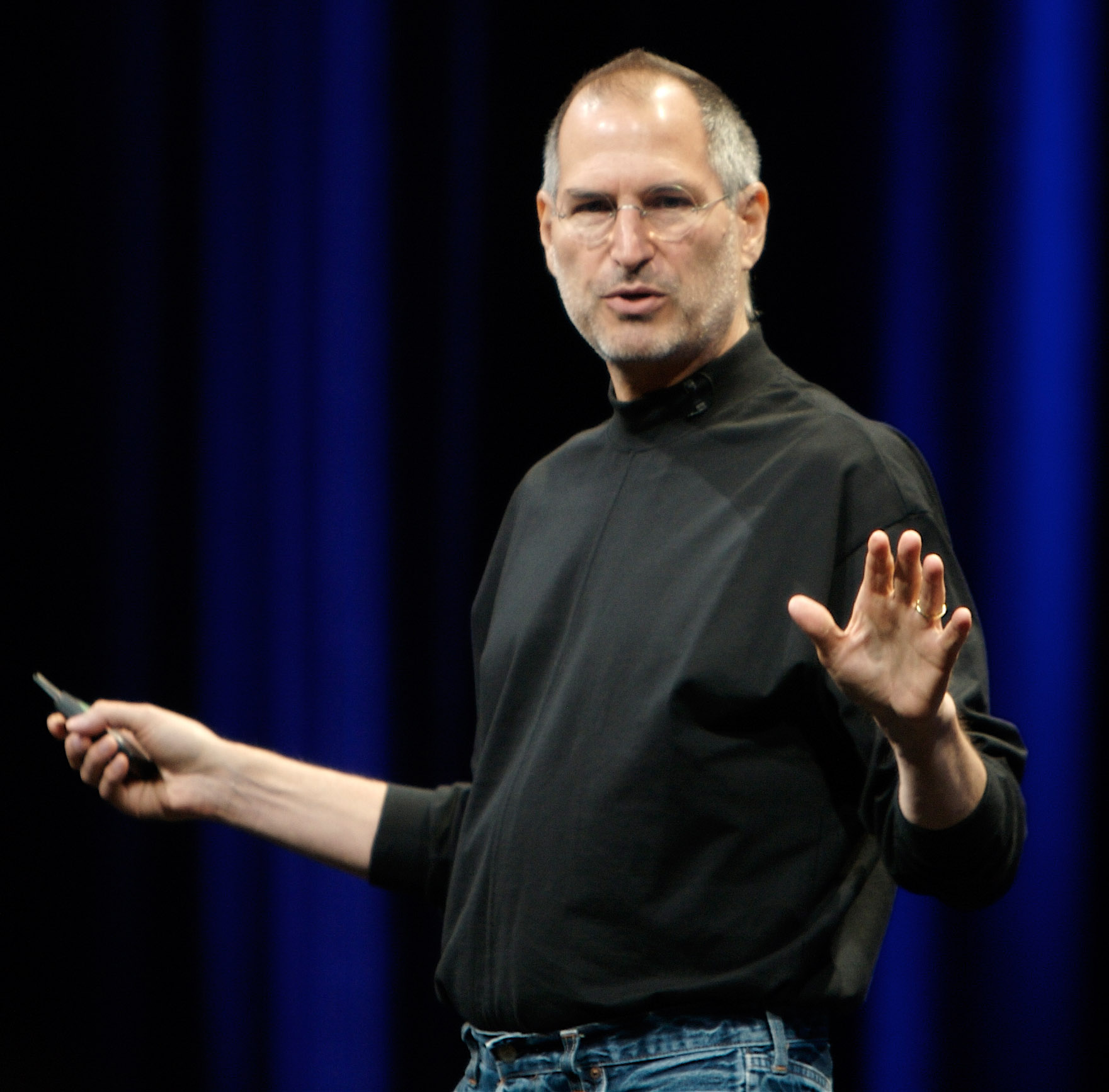
Steve Jobs (Apple)
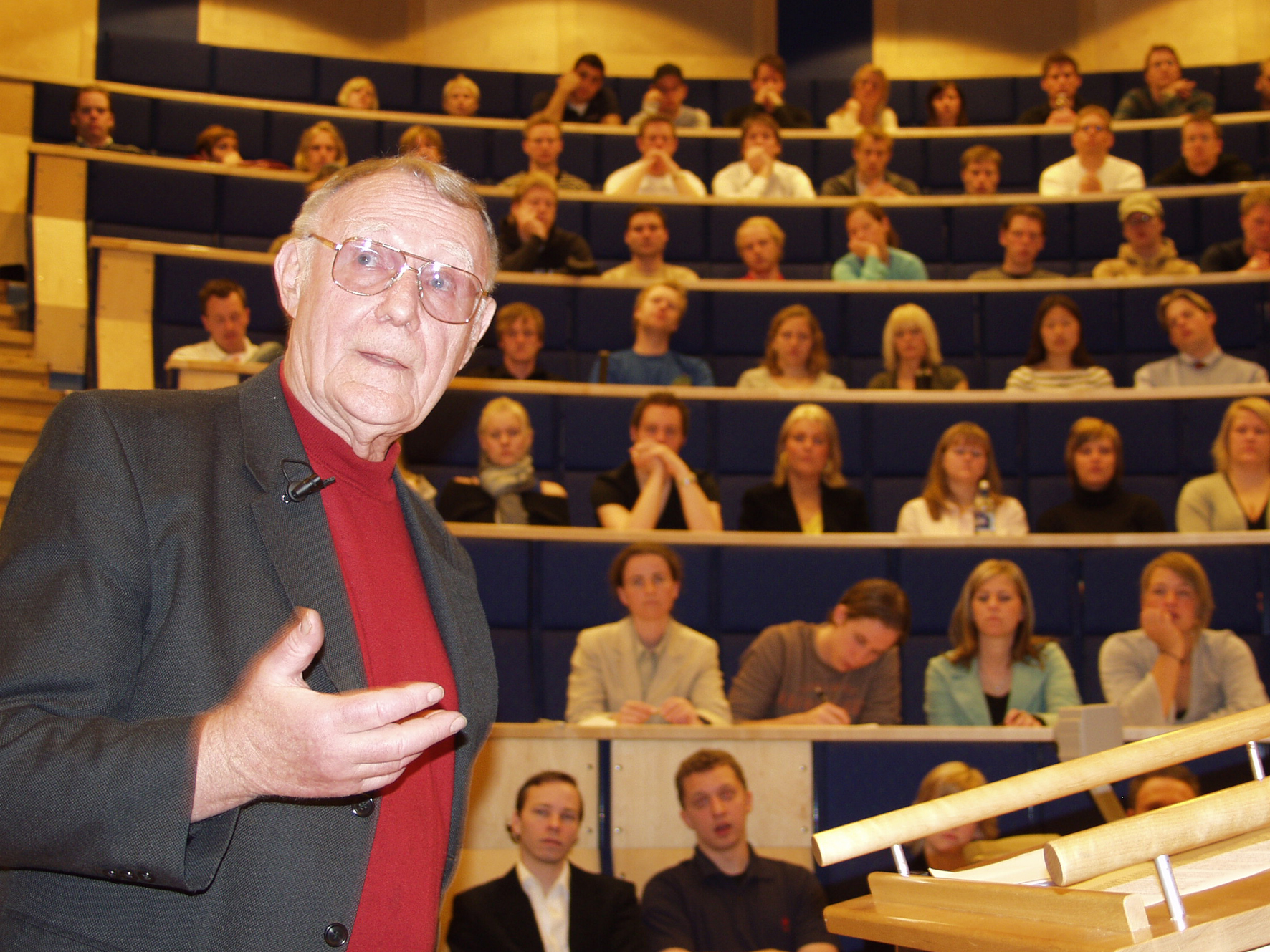
Ingvar Kamprad (Ikea)
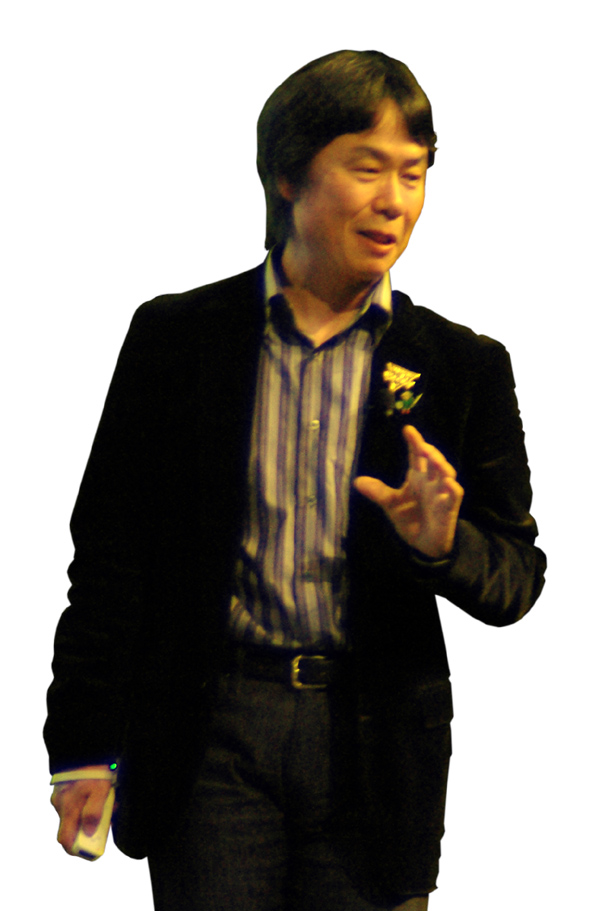
Shigeru Miyamoto (Super Mario, etc.)
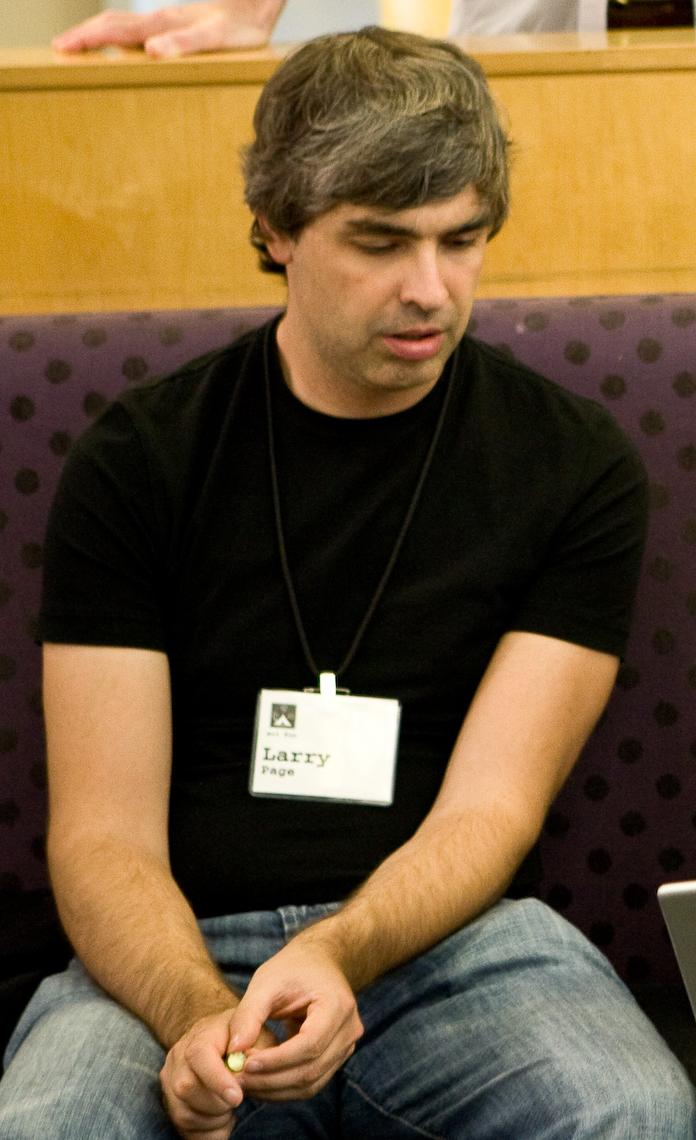
Larry Page (Google)
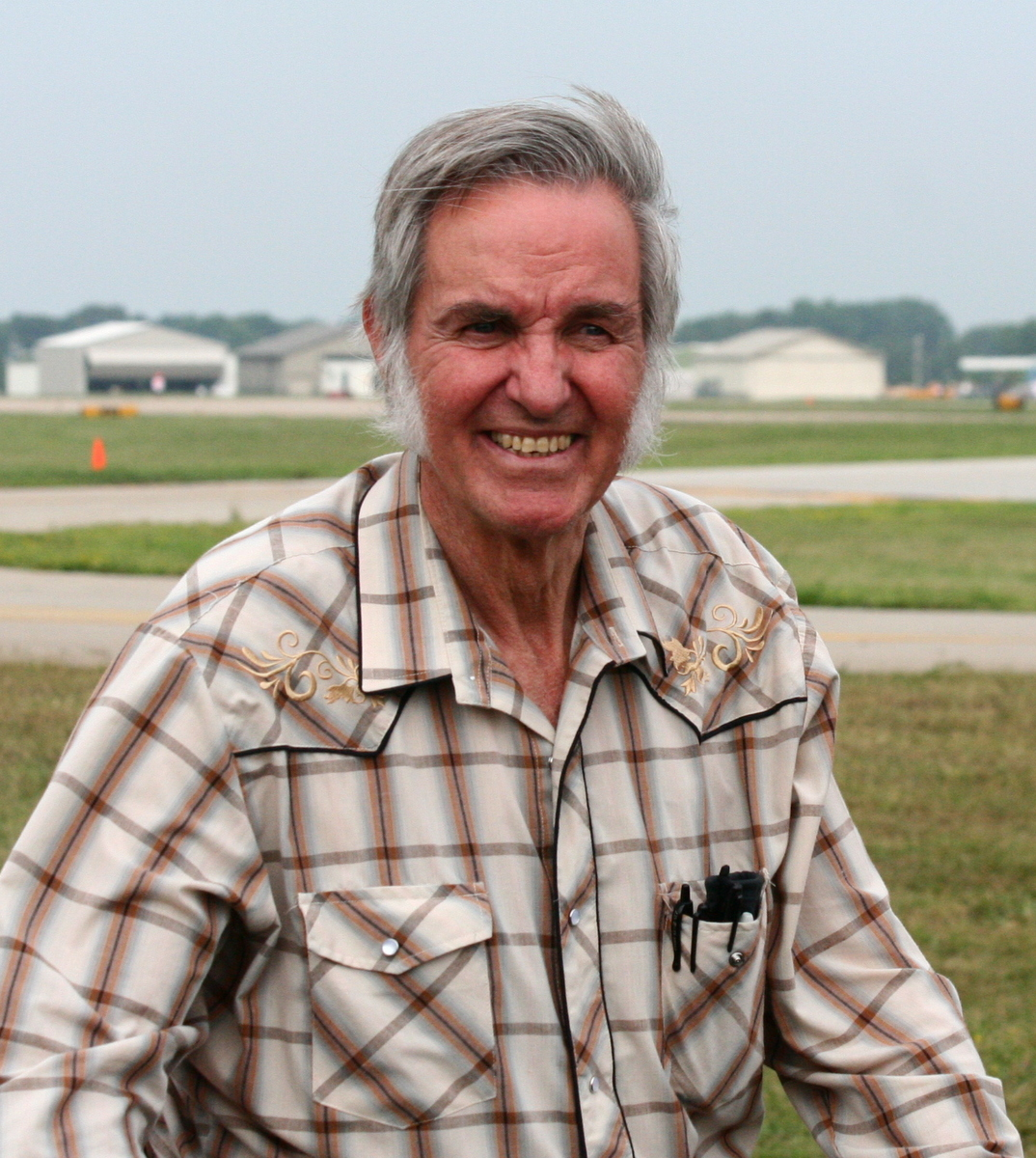
Burt Rutan (SpaceShipTwo)
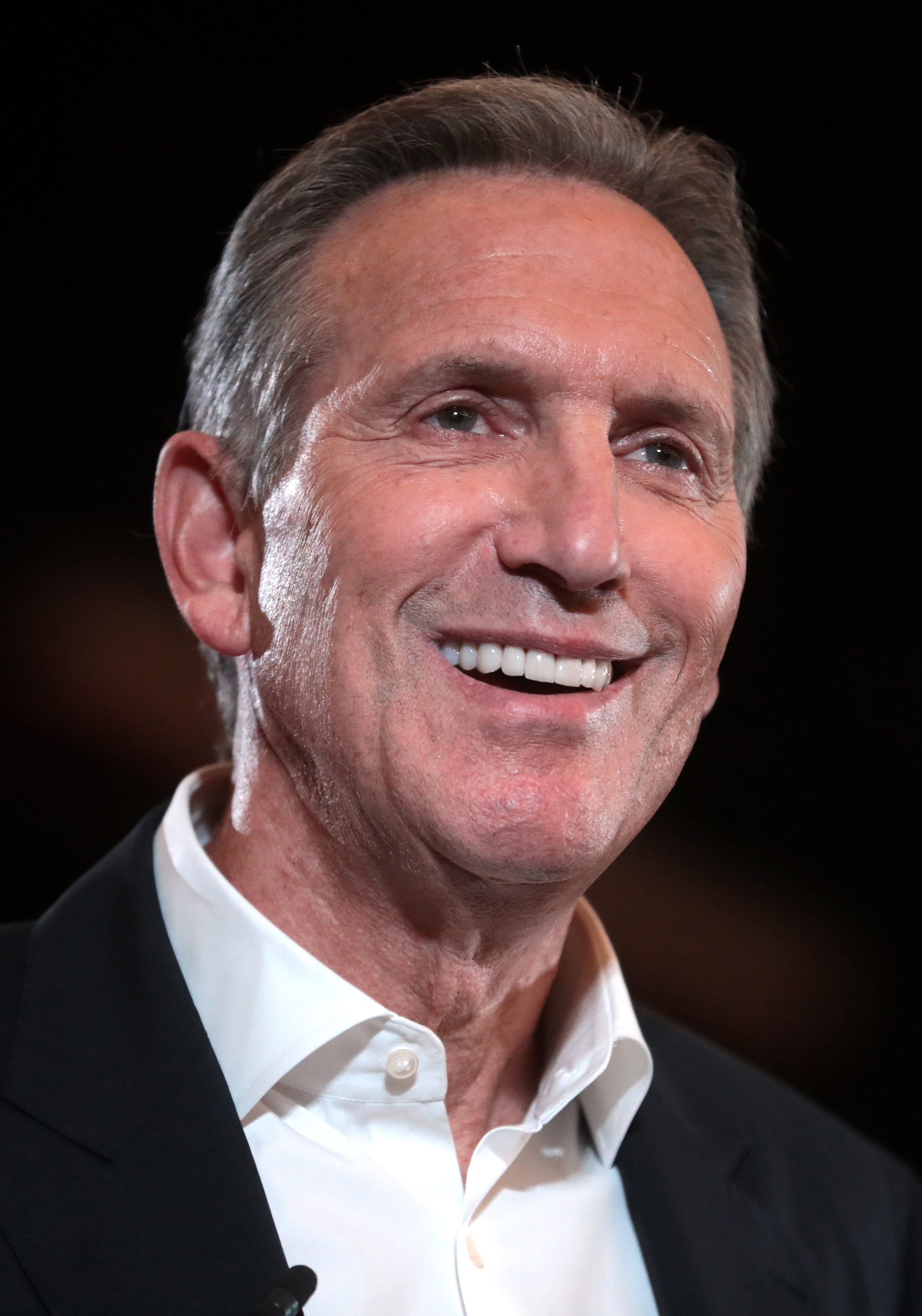
Howard Schultz (Starbucks)
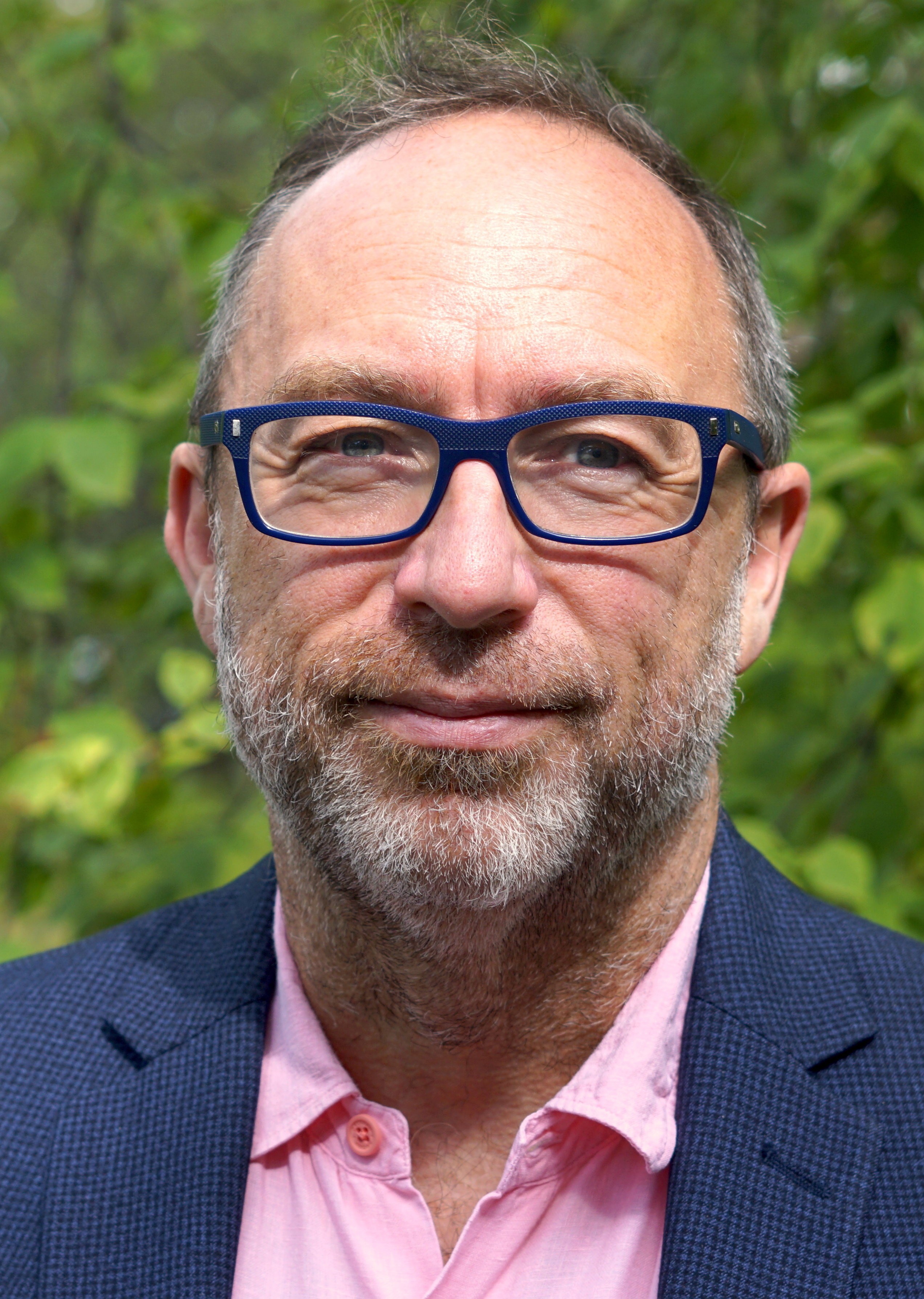
Jimmy Wales (Wikipedia)
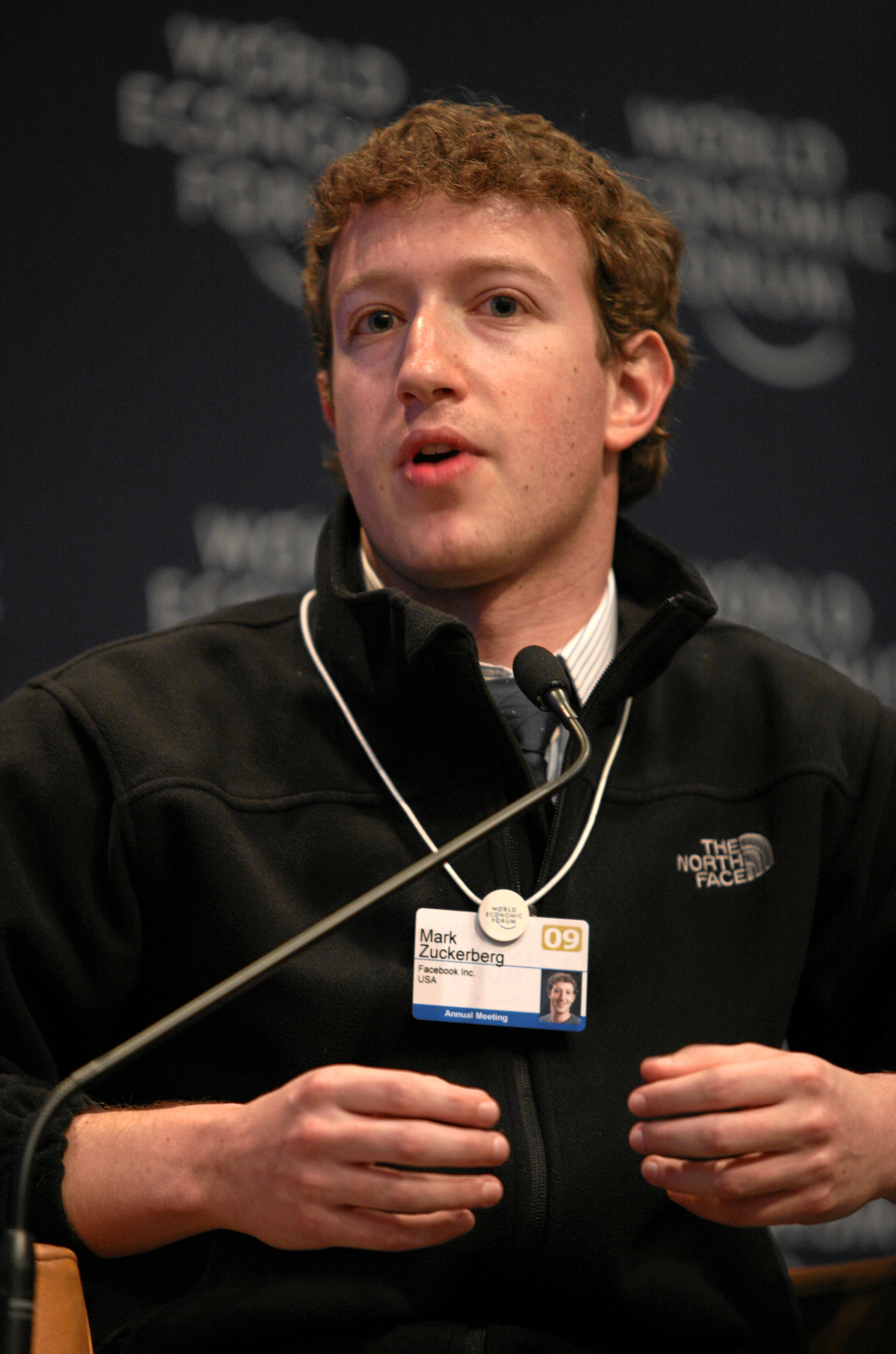
Mark Zuckerberg (Facebook)

## Situación jerárquica del innovador en el seno de la empresa
Los autores que tratan la innovación, se sitúan o se suelen situar en niveles jerárquicos a veces bastante diferentes:
A nivel genérico:
- Dirigentes (Innovating at the Top de Berger) o personal jerárquico  (L’entreprise créative de Robinson & Stern).[35]

En el seno de la propia empresa:
- El nivel I (Top management). El PDG de la empresa (a veces con gran cantidad de empleados: Steve Jobs (Apple), John Chambers (Cisco), Alan Lafley (Procter & Gamble)
- El nivel II (Middle Managagement). El mánager de una unidad estratégica: Shigeru Miyamoto (Nintendo); Ken Kutaragi (Sony); Howard Schultz (director comercial durante el lanzamiento de Starbucks)
- El nivel III. Un subordinado (un investigador o un operador): Spencer Silver & Arthur Fry (3M); Dave Myers (Gore Associates); Shuji Nakamura (Nichia); etc.

Al interior de una 'pyme' o de una 'compañía startup' (compañía de arranque):
- El patrono de la pyme: Ferran Adria  (El Bulli),  Dean Kamen (Deka), Burt Rutan  (Scaled Composites)
- El creador de la empresa (que al principio fue una compañía de arranque): Dieter Mateschitz (Red Bull), Mark Zuckerberg (Facebook)

Por fuera de la empresa:
- Es el caso del inventor Clayton Jacobson (Jetski)

## Innovación y liderazgo
Un innovador esencialmente es un líder muy inteligente y con mucha intuición, y que además maneja bien las relaciones humanas.

## Las cualidades clave de los grandes innovadores
Dos enfoques son posibles, uno por las características de la persona, y el otro por sus competencias.
El primer enfoque es el de Jean-Philippe Deschamps, profesor en el IMD de Lausanne, en Suiza, quien distingue seis características principales.
El segundo enfoque (las competencias) es la propuesta de Jeffrey H. Dyer, Hal B. Gregersen, Clayton M. Christensen, quienes distinguen cinco competencias que hacen la diferencia:
- Asociación
- Cuestionamiento
- Observación
- Experimentación y
- Creación de redes (o networking)